# Gouvernement Haarde I
République d'Islande
Ásgrímsson Haarde II
Le gouvernement Haarde I (Fyrsta ríkisstjórn Geirs H. Haarde) est le gouvernement de la République d'Islande entre le 15 juin 2006 et le 23 mai 2007.

## Coalition et historique

### Formation
Dirigé par le nouveau Premier ministre conservateur Geir Haarde, précédemment ministre des Affaires étrangères, il est soutenu par une coalition gouvernementale de centre droit entre le Parti de l'indépendance (Sja) et le Parti du progrès (Fram), qui détiennent 34 députés sur 63 à l’Althing, soit 53,9 % des sièges.
Il succède au gouvernement du libéral Halldór Ásgrímsson, formé d'une alliance identique mais dont le Premier ministre était issu du Fram. Celui-ci ayant remis sa démission le 27 mai 2006 après une importante défaite de son parti aux élections locales, il a été remplacé par Geir Haarde, président du Sja.

### Succession
Lors des élections législatives du 12 mai 2007, l'alliance s'est imposée avec un seul siège de majorité, ce qui a conduit les conservateurs à se tourner vers l'Alliance (Sam) pour former le Gouvernement Haarde II.

## Composition
- Les nouveaux ministres sont indiqués en gras, ceux ayant changé d'attributions en italique.

| Fonction                                               | Titulaire | Titulaire                      | Parti |
| ------------------------------------------------------ | --------- | ------------------------------ | ----- |
| Premier ministre                                       |           | Geir Haarde                    | Sja   |
| Ministre des Finances                                  |           | Árni Mathiesen                 | Sja   |
| Ministre des Affaires étrangères                       |           | Valgerður Sverrisdóttir        | Fram  |
| Ministre des Communications                            |           | Sturla Böðvarsson              | Sja   |
| Ministre du Commerce Ministre de l'Industrie           |           | Jón Sigurðsson                 | Fram  |
| Ministre de l'Éducation                                |           | Þorgerður Katrín Gunnarsdóttir | Sja   |
| Ministre de la Justice et des Affaires ecclésiastiques |           | Björn Bjarnason                | Sja   |
| Ministre de l'Agriculture                              |           | Guðni Ágústsson                | Fram  |
| Ministre de la Pêche                                   |           | Einar Kristinn Guðfinnsson     | Sja   |
| Ministre des Affaires sociales                         |           | Magnús Stefánsson              | Fram  |
| Ministre de l'Environnement                            |           | Jónína Bjartmarz               | Fram  |
| Ministre de la Santé et de la Sécurité sociale         |           | Siv Friðleifsdóttir            | Fram  |